# Marti Kheel
Marti Kheel (* 1948 in New York City; † 19. November 2011 in Greenwich) war eine Tierbefreiungsaktivistin, vegane Forscherin und Umweltethikerin. Ihr Buch Nature Ethics: An Ecofeminist Perspective (2008) und der vielfach diskutierte und nachgedruckte Essay The Liberation of Nature: A Circular Affair (1984) gelten als wegbereitend für den Ansatz der Care-Ethik in der feministischen Umweltethik, den sie mit Josephine Donovan und Carol J. Adams entwickelte und verteidigte. Kheel war 1982 Mitgründerin der Organisation Feminists for Animal Rights.
Sie war eine von fünf weiteren Kindern der Journalistin Ann Sunstein Kheel († 2003) und des Anwalts Theodore W. Kheel (1914–2010). Kheel studierte zunächst Geschichtswissenschaften an der University of Wisconsin, wechselte dann an die McGill University und schloss 1983 mit einem M.A. am Institut für Soziologie ab. Bis 1986 absolvierte sie ein weiteres M.A.-Programm an der Antioch University, bevor sie schließlich durch die Graduate Theological Union der University of California, Berkeley promoviert wurde. Zuletzt hielt sie eine Gastprofessur am Department of Environmental Science, Policy, and Management dieser Alma Mater. 2012 fand eine Fachkonferenz zu Ehren von Kheel an der Wesleyan University statt.

## Werk
- Marti Kheel: Sexism in language: a case study of language change at McGill University. 1983 (englisch). (Master Thesis am Institut für Soziologie der McGill University)
- Marti Kheel: Women, ethics, and anima(l)s. 1986 (englisch). (Master Thesis an der Antioch University)
- Marti Kheel: An ecofeminist critique of holist nature ethics: attending to non-human animals. In: Graduate Theological Union. 2000 (englisch). (Ph.D. Thesis bei der Graduate Theological Union der University of California, Berkeley)
- Marti Kheel: Nature ethics: An ecofeminist perspective. Rowman & Littlefield Pub Inc, 2008, ISBN 0-7425-5201-2 (englisch).

Artikel
- Marti Kheel: An/Aesthetics: The Re-Presentation of Women and Animals. In: Between the Species. 1. Jahrgang, Nr. 2, 1985, S. 10 (englisch, calpoly.edu).
- Marti Kheel: The liberation of nature: A circular affair. 1985.
- Marti Kheel: Animal Liberation is a Feminist Issue. In: The New Catalyst Quarterly to (winter 1987/88). 1987, S. 8–9 (englisch).
- Marti Kheel: Nature and feminist sensitivity. In: Animal Rights and Human Obligations. 261. Jahrgang, 1989 (englisch).
- Marti Kheel: Healing the Wounds: The Promise of Ecofeminism. New Society Publishers, Philadelphia 1989, ISBN 1-85425-016-7, From Healing Herbs to Deadly Drugs: Western Medicine's War Against the Natural World, S. 96–111 (englisch, martikheel.com [PDF]).
- Marti Kheel: Reweaving the World: The Emergence of Ecofeminism. Sierra Club Publishers, San Francisco 1990, ISBN 0-87156-623-0, Ecofeminism and deep ecology: Reflections on identity and difference, S. 128–137 (englisch).
- Marti Kheel: Ecofeminism: Women, Animals, Nature. Temple University Press, Philadelphia 1993, From Heroic to Holistic Ethics: The Ecofeminist Challenge, S. 243–271 (englisch, martikheel.com [PDF]).
- Marti Kheel: Animals and Women: Feminist Theoretical Explorations. Duke University Press, Durham 1995, ISBN 0-8223-1655-2, License to Kill: An Ecofeminist Critique of Hunters' Discourse, S. 85–125 (englisch).
- Marti Kheel: World Day for Laboratory Animals. In: Between the Species. 13. Jahrgang, Nr. 3, 2003, S. 6 (englisch, calpoly.edu).
- Marti Kheel: Food for Thought. The Debate over Eating Meat. Prometheus Books, Amheryst 2004, ISBN 1-59102-118-9, Vegetarianism and ecofeminism: toppling patriarchy with a fork, S. 327–341 (englisch, martikheel.com [PDF]).
- Marti Kheel: The Encyclopedia of World Environmental History. Band 3. Routledge, New York 2004, ISBN 0-415-93732-9, The History of Vegetarianism, S. 1273–1278 (englisch, martikheel.com [PDF]).
- Marti Kheel: Igniting a Revolution: Voices in Defense of the Earth. 2006, ISBN 1-904859-56-9, Direct action and the heroic ideal: An ecofeminist critique, S. 306–18 (englisch, victoriaanarchistreadingcircle.ca).
- Marti Kheel: The Liberation of Nature. In: The feminist care tradition in animal ethics: a reader. 2007, S. 39 (englisch).
- Marti Kheel: The Ecofeminist Challenge. In: Earthcare: An Anthology in Environmental Ethics. 2009, S. 264 (englisch).